# Α-Eliminacja
α-Eliminacja – reakcja chemiczna z grupy reakcji eliminacji, podczas której dochodzi do oderwania dwóch atomów lub grup znajdujących się przy tym samym atomie węgla (atom ten określa się lokantem „α”, stąd nazwa reakcji). Ulegają jej niektóre halogenopochodne metanu w silnie alkalicznym środowisku. W jej wyniku powstaje karben, który jako związek wysoce reaktywny niemal natychmiast wchodzi w dalsze reakcje. α-Eliminacja zachodzi najszybciej w przypadku CHCl
3, jednak ulegają jej też CCl
4 i CH
2Cl
2.
α-Eliminacja bywa wykorzystywana do wytwarzania karbenów in situ w środowisku reakcji, m.in. w reakcji Reimera-Tiemanna (gdzie powstający dichlorokarben atakuje pierścień) oraz w addycji do alkenów (w wyniku której powstają pochodne cyklopropanu).

## Przebieg reakcji
Schemat reakcja α-eliminacji chloroformu, w wyniku której powstaje dichlorokarben
Pierwszym etapem α-eliminacji jest atak mocnej zasady na cząsteczkę np. chloroformu. Możliwe jest zarówno zastosowanie wodnego roztworu wodorotlenku, kiedy rolę zasady pełnią jony OH−
, jak i tert-butanolanu potasu, kiedy rolę zasady pełnią jony tert-butanolanowe (CH
3)
3CO−
:
OH−
 + H:CCl
3 ⇌: CCl−
3 + H
2O
(CH
3)
3CO−
 + H:CCl
3 ⇌: CCl−
3 + (CH
3)
3COH
Następnie nietrwały jon  :CCl−
3 rozpada się na anion chlorkowy i dichlorokarben:
CCl−
3 →: CCl
2 + Cl−

Powstający dichlorokarben jest bardzo nietrwały i bardzo szybko ulega kolejnym reakcjom.

## Dowody za mechanizmem reakcji
Opisany powyżej mechanizm α-eliminacji został opracowany m.in. przez Jacka Hine’a z Ohio State University.
Przemawiają za nim następujące doświadczalnie stwierdzone fakty:
- jeżeli reakcję przeprowadza się w ciężkiej wodzie (D
2O) pod wpływem deuterotlenków (np. KOD), niezużyty chloroform w większości zawiera atom deuteru;
- w przypadku wprowadzenia do środowiska reakcji jonów I−
 powstaje CHCl
2I;
- zwiększenie stężenia jonów Cl−
 powoduje zmniejszenia szybkości reakcji;
- CCl
4 i CH
2Cl
2 ulegają reakcji wolniej niż CHCl
3.